# Conraua crassipes
Conraua crassipes es una especie  de anfibios de la familia Ranidae.

## Distribución geográfica
Se encuentra en  el Camerún, República del Congo, República Democrática del Congo, Guinea Ecuatorial, Gabón, Nigeria y, posiblemente en  Angola y República Centroafricana. 

## Estado de conservación
Se encuentra amenazada de extinción por la pérdida de su hábitat natural.